# Patriot Hills
Die Patriot Hills sind eine Hügelkette im Ellsworthland, im Westen der Antarktis. Die etwa fünf Meilen (acht Kilometer) lange Felsenhügel-Formation befindet sich etwa 5 Kilometer östlich der Independence Hills und gehört zur Heritage Range, einer weitläufigen Bergregion.
Nördlich der Patriot Hills (in ihrem Windschatten) befindet sich ein etwa 2 × 8 Kilometer großes Blaueisgebiet, eine schneefreie Fläche, die als Landeplatz für kleine Flugzeuge genutzt werden kann.

## Geschichte
Die Patriot Hills wurden vom United States Geological Survey in den Jahren 1961 bis 1966 durch Vorort-Erkundungen und mittels Luftaufnahmen der US Navy kartografiert. Ihren Namen erhielt die Formation im Jahre 1964 durch das amerikanische Advisory Committee on Antarctic Names.
Im Jahr 1987 errichtete das Unternehmen Aventure Network International hier das Patriot Hills Base Camp. Das nur in den Sommermonaten genutzte Zeltlager ist das einzige privat betriebene Lager auf dem antarktischen Kontinent.
Während des Winters 1998 schlug ein Team aus Wissenschaftlern der Carnegie Mellon University, dem NASA Ames Research Center und der University of Pittsburgh für einige Wochen ihr Lager in der Nähe der Patriot Hills auf. Sie testeten hier den Roboter Nomad, der gebaut wurde, um autonom Steine und Meteoriten in Polargebieten zu untersuchen und identifizieren. Da angenommen wird, dass es in dieser Region keine Meteoriteneinschläge gab, verstreuten die Forscher mitgeführte Meteoriten für die Tests.